# 11e cérémonie des African-American Film Critics Association Awards
La 11e cérémonie des African-American Film Critics Association Awards (AAFCA Awards), décernés par l'African-American Film Critics Association, a lieu le 13 décembre 2013 et récompense les films sortis en 2013,.

## Palmarès

### Top 10
1. Twelve Years a Slave
2. Le Majordome (Lee Daniels' The Butler)
3. Mandela : Un long chemin vers la liberté (Mandela: Long Walk to Freedom)
4. American Bluff (American Hustle)
5. Gravity
6. Fruitvale Station
7. Dallas Buyers Club
8. Dans l'ombre de Mary (Saving Mr. Banks)
9. Les Brasiers de la colère (Out of the Furnace)
10. 42

### Catégories
- Meilleur film :
  - Twelve Years a Slave

- Meilleur réalisateur :
  - Steve McQueen pour Twelve Years a Slave

- Meilleur acteur :
  - Forest Whitaker pour le rôle de Cecil Gaines dans Le Majordome (Lee Daniels' The Butler)

- Meilleure actrice :
  - Sandra Bullock pour le rôle du Dr Ryan Stone dans Gravity

- Meilleur acteur dans un second rôle :
  - Jared Leto pour le rôle de Rayon dans Dallas Buyers Club

- Meilleure actrice dans un second rôle :
  - Oprah Winfrey pour le rôle de Gloria Gaines dans Le Majordome (Lee Daniels' The Butler)

- Révélation de l'année :
  - Lupita Nyong'o pour le rôle de Patsey dans Twelve Years a Slave

- Meilleur scénario :
  - Twelve Years a Slave – John Ridley

- Meilleure musique de film :
  - Black Nativity – Raphael Saadiq

- Meilleur film indépendant :
  - Fruitvale Station

- Meilleur film en langue étrangère :
  - Mother of George  Nigeria

- Meilleur film d'animation :
  - La Reine des neiges (Frozen)

- Meilleur film documentaire :
  - American Promise

- Special Achievement Awards :
  - Cheryl Boone Isaacs
  - Bob et Harvey Weinstein
  - Zola Mashariki
  - Paris Barclay

- Roger Ebert Award :
  - Justin Chang